# Radomka (wieś)
Radomka – wieś sołecka w Polsce położona w województwie mazowieckim, w powiecie ciechanowskim, w gminie Regimin.
Miejscowość leży na granicy Wysoczyzny Ciechanowskiej z Wzniesieniami Mławskimi. W miejscowości znajduje się źródło rzeki Sony.
W latach 1975–1998 miejscowość administracyjnie należała do województwa ciechanowskiego.

## Historia
Nazwa "Radomka" została nadana przez pierwszych osadników, którzy przybyli tu z gubernii radomskiej. Może ona pochodzić od żeńskiego zdrobnienia „Radom”, bądź też od rzeki Radomki.
Jest to jedna z najmłodszych wsi w powiecie. Radomka powstała na terenie parcelowanego od 1900 roku majątku Koziczyn. W drugiej połowie XIX wieku należał on do rodziny Kinnelów, zaś po śmierci Józefa Kinnela w 1902 r. majątek przejął Włościański Bank Kredytowy. Część ziemi trafiła bezpośrednio do chłopów, a część odkupili w 1905 r. Żydzi Gersz Rozental oraz Mordka Górny, ci ostatni ostatecznie sprzedali je chłopom w 1910 r., po podzieleniu gruntów na 23 działki liczących w sumie 107 dziesięcin oraz 1500 sążni. Sprzedawaną ziemię orną określano jako pszenną, buraczaną, a jej atutem miała być możliwość zbywania buraków cukrowych w Ciechanowie. To najpewniej z tych sprzedaży powstała Radomka.
Wieś szybko się rozwinęła. W 1921 r., kiedy miał miejsce pierwszy powszechny spis ludności, liczyła już 135 mieszkańców, tworzących 25 gospodarstw.

## Współcześnie
Obecnie Radomka to przykład typowej, rolniczej wsi, która przeżywa spadek liczby mieszkańców. Tak jak w 2011 roku liczyła 151 mieszkańców, tak do 2021 ta liczba spadła o 20. Coraz więcej osób zatrudnia się w okolicznym przemyśle i usługach. 
We wsi znajduje się świetlica wiejska oraz wodociąg, który zaopatruje w wodę cały wschodni obszar gminy. Wierni należą do parafii św. Dionizego w Koziczynie. 

## Położenie administracyjne
Radomka leży we wschodniej części gminy Regimin, na granicy powiatu ciechanowskiego z przasnyskim. Mimo że ośrodek gminny ma w Regiminie (oddalony o ok. 12 km), to ma bliżej do Czernic Borowych (oddalone o ok. 7 km) w sąsiednim powiecie. Sąsiaduje z gminami Grudusk oraz Czernice Borowe, ponadto niecały kilometr na południowy wschód znajduje się granica z gminą Opinogóra Górna. 
Miejscowość leży wzdłuż dróg Szulmierz-Szczepanki-Obrębiec oraz Koziczyn-Czernice Borowe. Sąsiaduje z wsiami Nieborzyn, Chrostowo Wielkie oraz Koziczyn (z którym jest częściowo złączona w zabudowie). 